# Bruno II de Harcourt
Bruno II de Harcourt (Saxony-Anhalt, Alemanha, 756 - Sachsen, Alemanha, 813) foi nobre um viquingue que viveu na França medieval onde foi duque dos Saxões de Angrie. Foi pai de Bernardo, o Dano que viveu entre 880 e 955, e foi o primeiro senhor da Casa de Harcourt.

## Relações familiares
Foi filho de Bruno I de Harcourt (c. 730 - ?) e casado com a princesa Hasala de Saxe (Holstein, Saxony-Anhalt, Alemanha, - c. 770), filha de Wittekind de Saxe (750 - 807), Duque da Vestefália e de Geva de Vestfold, de quem teve:
1. Bernardo, o Dano (880 - 955) casado com Sporte de Borgonha.[4][5]
2. Bruno III de Harcourt (Alemanha, 786 -?) casou em 805 com Oda de Montfort (790 -?)[6].